# Café com leite
Café com leite (que en portugués significa "café con leche") fue un término referido a un peculiar fenómeno político en la historia de Brasil, cuando  en los primeros años de la República, entre 1889 y 1930, el poder político brasileño era influenciado desproporcionadamente por las élites financieras y comerciales del Estado de São Paulo y del Estado de Minas Gerais. Sao Paulo era una región especialista en la producción masiva de café para el mercado mundial de exportación, mientras el producto que sustentaba la riqueza de Minas Gerais era el ganado vacuno, para la producción de leche y sus derivados. Esto generó que se denominase café com leite al aplastante dominio ejercido por los líderes de ambas regiones sobre la política brasilera, en connotación a los principales productos de esta manera.

## Antecedente y desarrollo
En noviembre de 1889 el Imperio del Brasil había desaparecido como consecuencia de una sublevación militar, siendo proclamada la República. No obstante, este cambio político no modificaba las relaciones de clientelismo y poder mantenidas por los grandes terratenientes que dominaban la economía brasilera, la cual era fundamentalmente agraria y basada en la exportación de materia prima. El principal producto de exportación a fines del siglo XIX era el café cultivado en el Estado de São Paulo, y por ello los propietarios de las plantaciones de café obtuvieron grandes riquezas que cimentaron su poder político dominante en las estructuras de la denominada República Velha o Vieja República. 
Al ganar más influencia sobre el gobierno central establecido en Río de Janeiro, los grandes terratenientes cafetaleros lograron en la práctica dominar por años la política brasileña gracias a su dinero y a una amplia red de contactos entre los propietarios más adinerados del país que incluía a los grandes terratenientes de Minas Gerais, productores de lácteos gracias a sus inversiones en ganado vacuno sustentado gracias a los vastos pastizales de su región. 
Cabe indicar que tanto el café como el ganado vacuno se hallaban establecidos en regiones con climas cálidos pero templados (como las planicies del centro y sur de Brasil), sin riesgos de sufrir daños por graves sequías como sucedía con el azúcar de Bahía o Pernambuco, además que los productores paulistas y mineiros contaban con los puertos de Sao Paulo y Río de Janeiro para exportar sus productos, lo cual les permitió sobrellevar el breve apogeo económico del cultivo del caucho en las selvas ribereñas del río Amazonas (apogeo que terminó bruscamente en 1911).  
Durante la dominación de Portugal y los primeros años del Imperio, las regiones del norte y nordeste de Brasil (que incluían ciudades importantes como Pernambuco y Bahía), habían disfrutado de gran importancia económica gracias a sus extensas plantaciones de azúcar. No obstante, desde 1870 habían ocurrido continuas sequías en dicha región, lo cual dificultaba mantener una producción azucarera que satisficiera las exigencias de la exportación al extranjero. 
Junto con ello, en 1888 fue abolida la esclavitud en Brasil y como consecuencia los antiguos esclavos del nordeste se vieron libres de desplazarse como mano de obra hacia las más prósperas regiones del sur que empezaban a enriquecerse en los últimos años del Imperio gracias a las plantaciones de café. Esto redujo visiblemente la riqueza de las élites terratenientes del norte y las relegó a un papel político secundario durante la República Velha.

## Consecuencias
Como resultado de la "política del café con leche", la élite política brasilera se hallaba fuertemente ligada a solo dos zonas geográficas muy específicas y a unas actividades económicas muy concretas. Esto causó una reducción de la importancia política de otros Estados, o en todo caso su subordinación a los intereses políticos de Sao Paulo y Minas Gerais.
Cabe indicar que los estados de São Paulo y Minas Gerais eran los más ricos y poblados de Brasil, sin que otras regiones pudieran superarlos. Ello permitió que las élites de ambos estados dominaran el poder político sin obstáculo alguno entre 1889 y 1930, formando una oligarquía muy poderosa en lo político y lo financiero al punto que de los cinco primeros presidentes de Brasil eran todos del Estado de São Paulo, y hasta 1930 era usual que el mando presidencial fuera asumido sucesivamente por el gobernador de Sao Paulo y el de Minas Gerais, gracias a la restricción del derecho de sufragio en favor de los más adinerados y a la manipulación de las elecciones en las regiones más pobres. 
Para evitar posibles competidores, la élite política recurrió al coronelismo en las zonas rurales, un sistema de caciquismo adaptado a la realidad de Brasil donde los hacendados locales más prósperos (los denominados "coroneles") se encargaban de asegurar la lealtad de la población hacia las élites de su respectivo Estado (manteniendo el esquema de poder distado desde Minas Gerais y Sao Paulo) utilizando un sistema de clientelismo a escala masiva, intercambiando favores materiales a cambio de total lealtad y obediencia, o instaurando el fraude electoral para asegurarse que la población no vote en contra de los candidatos alineados con las élites del café com leite. 
El coronelismo debía su nombre a que los hacendados locales eran usualmente reclutados por los gobernadores estaduales para formar tropas contra bandoleros o sublevaciones políticas, y allí el máximo grado militar que podían obtener estos terratenientes era el de coronel. Su sistema particular de caciquismo permitía a los pequeños hacendados rurales mantener su influencia política dentro de sus respectivas provincias (obteniendo del gobierno federal cargos de gobernadores o prefectos que legitimaran su dominio) mientras aseguraban que la población rural no amenazaría la preponderancia de la oligarquía ya constituida.

## Declive
Con el paso de los años, el aumento del comercio y la industria en las grandes ciudades como Sao Paulo y Río de Janeiro implicaba un desafío para el régimen de café com leite, al establecerse en dichas urbes una clase media en constante crecimiento junto con un proletariado urbano (más fuerte que los campesinos de hacienda), descontentos con el régimen imperante. A dicho descontento se sumaron jóvenes oficiales del ejército con el grado de tenientes (de ahí que el movimiento político de éstos fue conocido como Tenentismo), junto con las élites ricas de los Estados desplazados del reparto de poder que significaba el sistema de café com leite. Las revueltas de oficiales del ejército se hicieron comunes entre 1925 y 1930, mostrando el descontento de un sector de la población contra el reparto de poder restringido entre las élites de Sao Paulo y Minas Gerais.
Las tensiones políticas resultantes fueron aumentadas por los efectos de la Gran Depresión en Brasil y el consiguiente declive acelerado de la exportación de café de Sao Paulo a los mercados mundiales, con la consiguiente merma financiera de las élites que sostenían el régimen. Finalmente el café com leite no sobrevivió a la Revolución de 1930 que colocó en la presidencia de Brasil a Getúlio Vargas, dibujando otra estructura de poder en la política brasilera. 